# Vanda Biffani
Vanda Biffani (Roma, ...) è una fotografa italiana.
Specializzata negli sport motoristici ma attiva anche in altri settori, collabora con diverse testate nazionali ed estere.

## Biografia
Nata a Ostia Antica, è figlia del pilota acrobatico Guglielmo Biffani e di Claudia Di Falco. Suo padre scelse il nome Vanda in onore della nonna materna Wanda Bazzini, medaglia d'oro per il suo impegno come maestra elementare. Il bisnonno Federico Bazzini fu uno dei principali fautori della bonifica agraria di Ostia e Maccarese e dello sviluppo del litorale ostiense, su cui avviò le prime attività commerciali.
Inizia la sua carriera fotografica entrando a far parte del gruppo di corrispondenti per l'arte minore in Italia del fotografo Max Hutzel per conto della Fondazione Paul Getty di Santa Monica in California, collaborazione che proseguirà per quattro anni tra palazzi, basiliche e grandi siti archeologici.
Nel 1990 lavora al suo primo progetto fotografico editoriale: Rome et ses vieilles églises, edito da École française di Roma. L'anno seguente, partecipa alla realizzazione del volume d'arte Arte barocca a Roma della Imprimerie nationale di Parigi, a cura di Pierre Grimal. Contemporaneamente inizia l'attività di ripresa nello sport, in particolare nel settore motociclistico. Dopo cinque anni al servizio della Federazione Motociclistica Italiana, il salto nel 1996 nel Motogp e nel Campionato mondiale di motocross in qualità di fotografo ufficiale per conto di Dorna Sports e Dorna Off Road.
Il 2003 è segnato da un'importante svolta di ricerca professionale: abbandonati gli sport motoristici, l'interesse si rivolge alle discipline olimpiche. A seguito di un accordo con alcune federazioni sportive italiane (Federginnastica, FIAM, FIPCF) e di collaborazioni con organismi internazionali riprende in veste di fotografo ufficiale i mondiali di diverse discipline.
Nel 2006 riceve dal TOROC l'incarico di venue photo manager ai XX Giochi olimpici invernali di Torino, ruolo che rivestirà anche ai Campionati mondiali di nuoto 2009 di Roma.
Nel 2008, ai Giochi della XXIX Olimpiade di Pechino, realizza la foto più pubblicata dell'intera manifestazione, quella del lottatore armeno-svedese Ara Abrahamian che getta via la medaglia di bronzo in segno di protesta per un presunto torto arbitrale durante il match di semifinale contro l'italiano Andrea Minguzzi, poi vincitore dell'oro.
Impegnata anche nel reportage di viaggi, le sue foto sono apparse in campagne pubblicitarie e mostre fotografiche per conto di enti del turismo nazionali in diverse capitali mondiali.
È inoltre autrice per la Enciclopedia Treccani e per Manfrotto.
Dal 2011 si dedica all'insegnamento fotografico organizzando incontri, workshop e partecipando a seminari.
Nel 2012 ha collaborato con Radio Capital in veste di inviata per i Giochi della XXX Olimpiade di Londra con dirette quotidiane, rivestendo nel 2016 lo stesso ruolo ai Giochi della XXXI Olimpiade di Rio de Janeiro per conto di Rai Radio 2.

## Esposizioni
- Campagne fotografiche di promozione per enti del turismo nelle capitali europee, 2010
- Magical Kenya, Milano, corso Garibaldi - Metropolitane di Parigi e Londra, maggio 2010
- Argentina palpita insieme a te, Roma, Piazza Santa Maria in Trastevere, via Tomacelli e via Condotti – Milano, via Garibaldi – Fiera del libro di Francoforte, maggio 2011
- Roma, eternamente tuya, Buenos Aires, Plaza San Martin, 23 novembre - 5 dicembre 2011
- Unexpected Israel, Milano, via Dante, giugno 2011
- https://www.the-gate.it/img/allegati/135-84.pdf[collegamento interrotto], campagna di comunicazione dell’Agenzia Regionale del Turismo Puglia - ENIT, giugno 2013